# GOR Discos
GOR Discos, ou GOR Diskak, é uma gravadora independente espanhola com sede em Pamplona, Navarra, fundada em 1991 pelos irmãos Patxi, Antonio e Marino Goñi. A empresa trabalha com grupos de rock em suas diversas vertentes: punk, ska, heavy, pop, dance, metal moderno, entre outros. As bandas que assinam com a gravadora normalmente estão começando e são, na sua maioria, do País Basco ou da região. Eles gravaram o primeiro trabalho de grupos como: Berri Txarrak, Manolo Kabezabolo, Urtz, Exkixu, Ken Zazpi, Leihotikan, Flitter, Koma, Skalariak, Zea Mays, Lendakaris Muertos, Vendetta, Balerdi Balerdi. E agora mais recentemente Los Ganglios, Los Carniceros del Norte, Altxatu, The Icer company, Yogurinha Borova, Los del Rayo, Memo, Gaur Ez, Goienetxe Anaiak.